# ジョー・ウェブ
ジョー・ウェブ（Joe Webb 1986年11月14日 - ）は、アラバマ州バーミングハム出身のアメリカンフットボール選手。現在フリーエージェント。ポジションはクォーターバック。

## 経歴

### プロ入りまで
高校3年次には、2,000ヤード以上を投げて18TD、ある試合では左手の手首を骨折したまま出場し、パス24回中14回成功、4TDパスを投げた。アメリカンフットボール以外にバスケットボールと野球も行った。
アラバマ大学バーミングハム校に2005年に入学、2006年の第11週、南ミシシッピ大学戦で初出場、最後の2試合は先発出場した。最終週のセントラルフロリダ大学戦では、パス39回中25回成功。289ヤードを投げた。この年パス51回中33回成功（パス成功率64.7%）、426ヤード、1TDをあげた。またランでは38ヤードを走った。
2007年には、7試合でワイドレシーバーとしてプレー、ミシガン州立大学との開幕戦で6回のレシーブで98ヤード、1TD、チューレーン大学戦では自己ベストの108ヤード、1TDをあげるなど、30回のレシーブで459ヤード、3TDをあげた。シーズン最後の3試合でQBとして出場し、3試合合計でパス71回中43回成功、最終週のマーシャル大学戦ではパス26回中14回成功、200ヤード、1TDをあげた。
2008年には、全12試合に先発QBとして出場、パス成功率59%で、2,367ヤード、10TD、ランではカンファレンスUSAのQBシーズン新記録となる1,021ヤードを走り、11TDをあげた。1,021ヤードのランは、この年全米のQBの中で4位の記録でもあった。6試合でパス200ヤード以上獲得、4試合でラン100ヤード以上を獲得した。フロリダアトランティック大学戦では自己ベストの326ヤードを投げた。またマーシャル大学戦では135ヤードを走った。パスで2,000ヤード以上、ランで1,000ヤード以上獲得したデュアルQBは、この年彼の他には、コリン・キャパニックだけであった。
2009年には、パスで2,299ヤード、ランでNCAA史上3位となる1,427ヤードを獲得、パス2,000ヤード以上、ラン1,000ヤード以上を2年連続達成した初のQBとなった。彼が率いたオフェンスは、トータル獲得ヤードで5位、ラン獲得ヤードで10位、パス1回あたりの獲得ヤードで12位となった。
大学通算でパス5,771ヤード、37TD、ラン2,774ヤード、24TD、合計8,545ヤードを獲得、さらにレシーバーとしても37回のレシーブで4TDをあげた。
2010年のNFLドラフトコンバインには招待されず、アラバマ大学バーミングハム校でのプロデイにワイドレシーバーとして参加、40ヤード走で4秒43、垂直跳びで108cm、立ち幅跳びで3m49cm、ベンチプレスで102kgを21回持ち上げた。

### ミネソタ・バイキングス
2010年のNFLドラフトでは6巡でミネソタ・バイキングスに指名された。当初彼はワイドレシーバーとして指名されたが、ブラッド・チルドレスヘッドコーチは、トレーニングキャンプで、彼をQBとしてプレーさせることを表明した。
12月5日のバッファロー・ビルズ戦で初出場、オープニングのキックオフをキャッチ、ワイドレシーバーとして1プレー出場した後、ハムストリングを痛めてサイドラインに退いた。12月13日のニューヨーク・ジャイアンツ戦でQBとしてデビュー、パス5回中2回成功、8ヤードを獲得、ランで16ヤード走った。12月20日のシカゴ・ベアーズ戦で負傷したブレット・ファーヴに代わり交代出場し、パス26回中15回成功、129ヤード、2インターセプト、6回のランで38ヤードを走り1TDをあげた12月28日のフィラデルフィア・イーグルス戦で初先発、パス26回中17回成功、195ヤード、1TDランをあげて、劣勢が予想された試合で24-14と番狂わせを演じた。
2011年、プレシーズンでは新人のクリスチャン・ポンダーと先発の座を争った開幕直前、チームはドノバン・マクナブをエースQBとして獲得、マクナブは開幕から6試合に先発出場、マクナブが放出された後、ポンダーに次ぐ第2QBに昇格した。第14週のデトロイト・ライオンズ戦でポンダーが第3Q序盤までに3インターセプト、1ファンブルロストを喫すると、交代出場し、1TDパス、65ヤードのTDランなどで109ヤードを走り、残り時間9秒には28-34と6点差で、敵陣1ヤードでファーストダウンと逆転のチャンスを迎えた。しかし最後のプレーで彼はファンブル、試合はそのまま終了した。このプレーで彼はディアンドレ・レヴィにフェイスマスクをつかまれたが、ファウルはコールされなかった。第16週のワシントン・レッドスキンズ戦ではポンダーが脳震盪を起こしたことから交代し、パス5回中4回成功、2TD、ランで1TDをあげて33-26と勝利した
2012年のプレシーズン第2週、バッファロー・ビルズ戦では、パス15回中7回成功、73ヤード、ラン2回で64ヤードを記録した。レギュラーシーズンではQBとして出場機会を与えられなかったが、翌年1月5日のグリーンベイ・パッカーズとのワイルドカードプレーオフでは、右ひじを痛めたポンダーに代わって先発出場した。
2013年5月、ワイドレシーバーにコンバートされることとなった。ジョシュ・フリーマン、クリスチャン・ポンダーが負傷すると、レスリー・フレイジャーヘッドコーチは再びウェブをクォーターバックに戻すことに興味を示した。この年5回のレシーブで33ヤードを獲得した。

### カロライナ・パンサーズ
2014年3月21日、カロライナ・パンサーズと契約した。

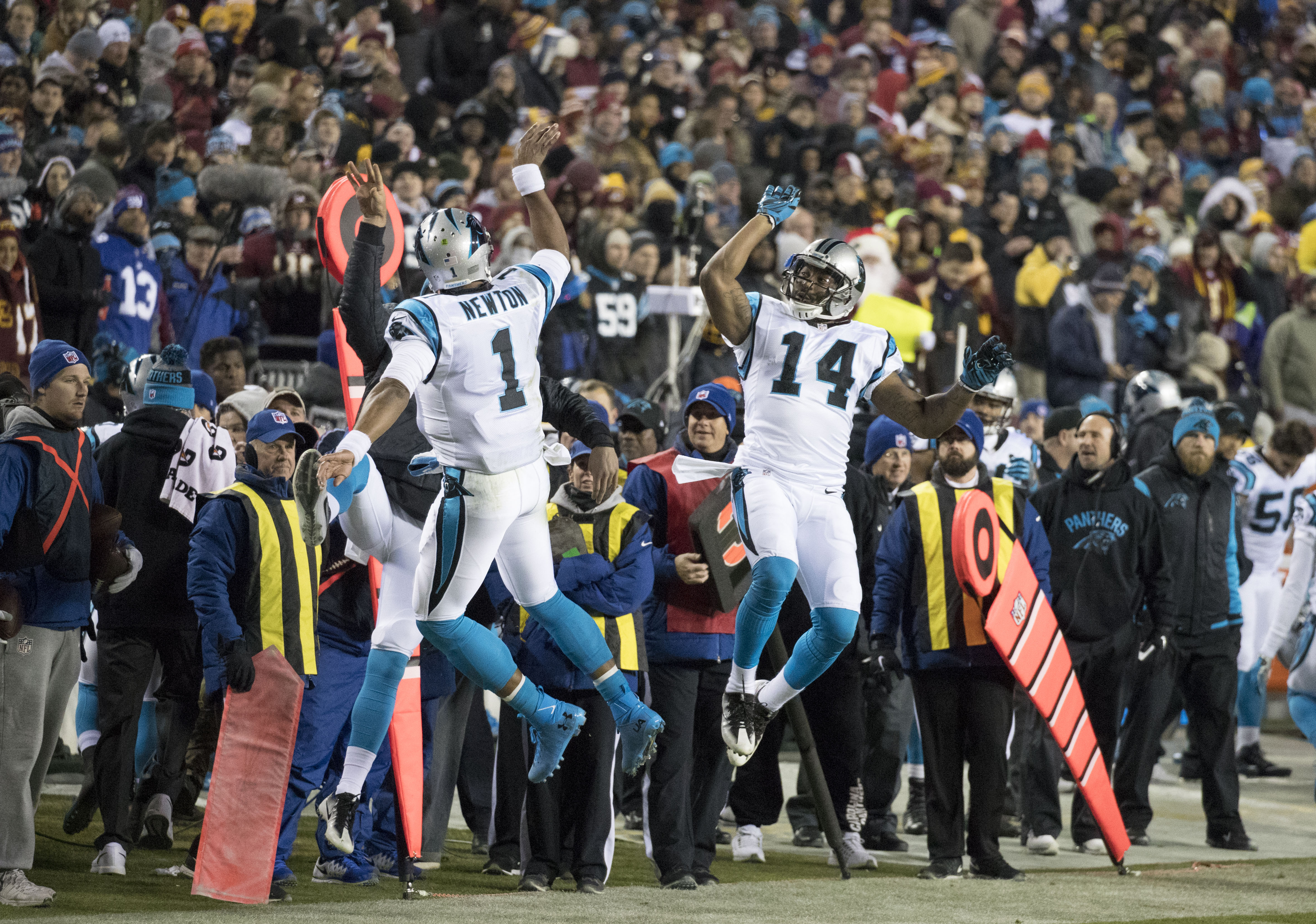
2016年シーズンのウェブ、左はキャム・ニュートン

バックアップのクォーターバックあるいはワイドレシーバーとしての起用を想定されていた。 しかし、パンサーズでは主にキックオフリターナーとしての役割を担うこととなった。
2015年も引き継ぎキックリターナーとしてプレーすることとなった。
2016年2月7日、デンバー・ブロンコスとの第50回スーパーボウルでは、キックリターナーとして試合にも出場を果たした。
2017年9月2日にパンサーズから放出された。

### バッファロー・ビルズ
2017年9月4日にバッファロー・ビルズと契約した。
ウェブはスペシャルプレーのワイルドキャット・フォーメーションの際に起用された他、12月10日のインディアナポリス・コルツ戦の第3クォーターでは、大雪の中クォーターバックとしてプレーした 。

### ヒューストン・テキサンズ
2018年4月5日に、ヒューストン・テキサンズと契約した。 一旦カットされるも9月2日に再契約を結んだ。
2019年3月21日に、テキサンズと契約延長した。8月31日に負傷者リスト入りした。

### デトロイト・ライオンズ
2020年9月23日にデトロイト・ライオンズと契約し、WRとしてプラクティススクワッド入りをした。

### ニューヨーク・ジャイアンツ
12月8日にニューヨーク・ジャイアンツと契約し、プラクティススクワッド入りした。
12月19日にアクティブロースター入りした。